# Gemmingen-Michelfeld
Gemmingen-Michelfeld war eine 1613 ausgestorbene Linie der Freiherren von Gemmingen innerhalb von deren Stamm B (Hornberg). Die nach ihrem Sitz in Michelfeld benannte Familienlinie besteht aus den Nachkommen von Hans dem Kecken von Gemmingen (1431–1487). Der herausragendste Vertreter ist einer von Hans’ Söhnen, Uriel von Gemmingen (1468–1514), der Erzbischof des Erzbistums Mainz und Erzkanzler für Deutschland war. Auch einige seiner Geschwister haben hohe geistliche Ämter erreicht. Hans’ Sohn Orendel (1464–1520) hat unterdessen die Familienlinie fortgeführt, vollen Besitz an Michelfeld erlangt und weitere Besitztümer erwerben können. Mit seinen Urenkeln starb die Familienlinie 1613 in der fünften Generation im Mannesstamm aus und wurde mit Stammverwandten aus dem Stamm Hornberg besetzt.

## Ursprung
Die Familie der Freiherren von Gemmingen trägt ihren Namen nach dem Dorf Gemmingen im Kraichgau, einer alten alemannischen Siedlung. Die Herkunft der Familie liegt im Dunkeln. Aus dem 9. bis 12. Jahrhundert gibt es einzelne urkundliche Nennungen, die aber noch keine genealogischen Aussagen erlauben; einigermaßen verlässlich wird dies erst nach der Stauferzeit möglich. Die verschiedenen Stämme und Seitenlinien werden auf Hans von Gemmingen (erw. 1259) zurückgeführt. Sein Sohn war wohl Albrecht von Gemmingen, der in Urkunden 1268 und 1277 als Siegler beziehungsweise Zeuge erscheint. Im 14. Jahrhundert teilte sich der von ihm ausgehende Stamm in zwei Stämme: Aus dem Stamm A gingen die Linien Gemmingen-Guttenberg und Gemmingen-Steinegg hervor. Aus dem Stamm B, auch Ältere Bürger Linie genannt, zweigten im 15. Jahrhundert unter den Söhnen Eberhards des Tauben († 1479) die Linien Neckarzimmern-Bürg und Gemmingen-Michelfeld ab. Dieser jüngere Stamm der Familie nennt sich ab 1612 – seit dem Erwerb der Burg Hornberg am Neckar – von Gemmingen-Hornberg.

## Geschichte

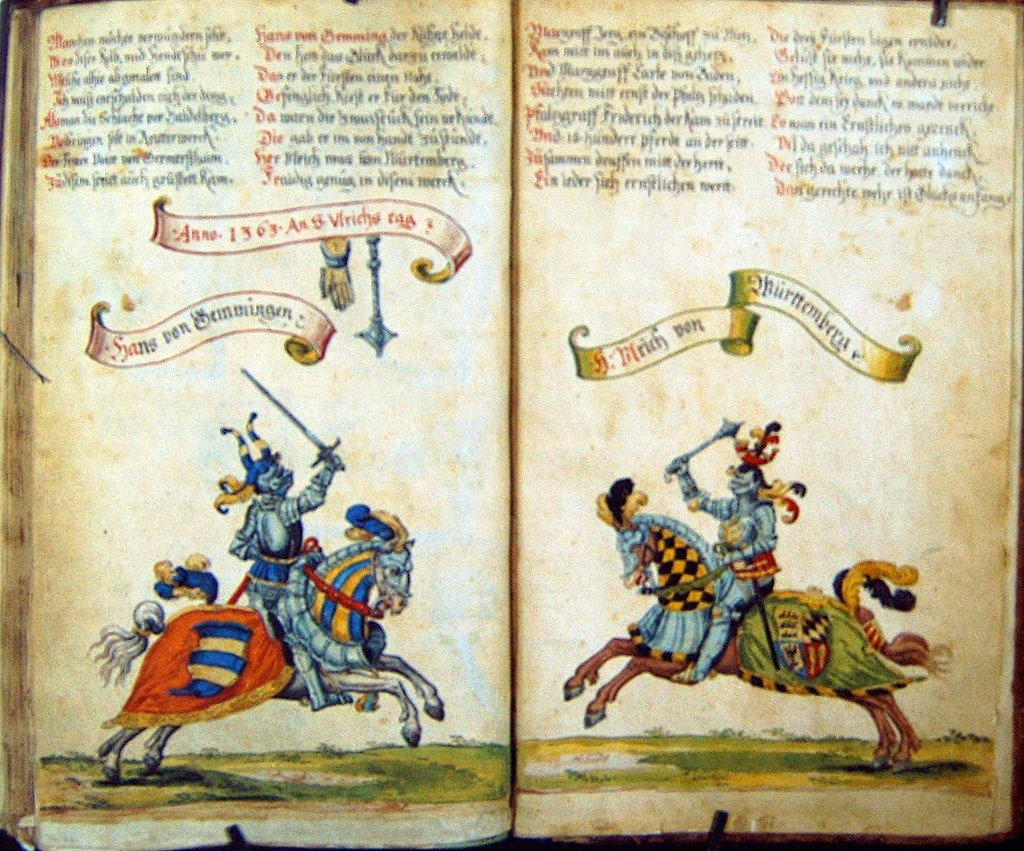
Sieg Hans des Kecken über Graf Ulrich von Württemberg im Gemmingenschen Stamm- und Turnierbuch, falsch datiert 1363 (statt 1462).

Eberhard der Taube und seine Söhne haben sich in Diensten der Kurpfalz sehr verdient gemacht. Sein Sohn Hans von Gemmingen (1431–1487), genannt Hans der Kecke oder Keckhans, heiratete 1455 Brigida von Neuenstein zu Michelfeld. 1460 war er pfälzischer Heerführer bei der Auseinandersetzung der Pfalzgrafen mit den Herren von Leiningen. Im selben Jahr verkaufte ihm sein Schwiegervater ein Sechstel des bei Sinsheim gelegenen Dorfes Michelfeld. Zehn Jahre später konnte er ein weiteres Drittel von anderen Eigentümern erwerben und kurz vor seinem Tod einen kurpfälzischen Anteil am Dorf.
Hans der Kecke diente lebenslang den Heidelberger Pfalzgrafen. Seine Gefangennahme des württembergischen Herzogs Ulrich V. in der Schlacht bei Seckenheim 1462 machte ihn berühmt. Nach dem militärischen Dienst wurde er 1465 pfälzischer Vogt in Germersheim. Dieses Amt versah er bis zu seinem Tod im Jahr 1487. Aus der Ehe mit Brigida von Neuenstein gingen 21 Kinder hervor, von denen jedoch nur zehn das Erwachsenenalter erreichten. Hans von Gemmingen-Michelfeld entsprach dem Bild vom armen Ritter, der zur Versorgung seiner Kinder auf die Institutionen der Kirche angewiesen war: nur seinen Sohn Orendel (1464–1520) konnte er mit Gütern beerben, alle anderen Kinder hatten in den geistlichen Stand einzutreten.

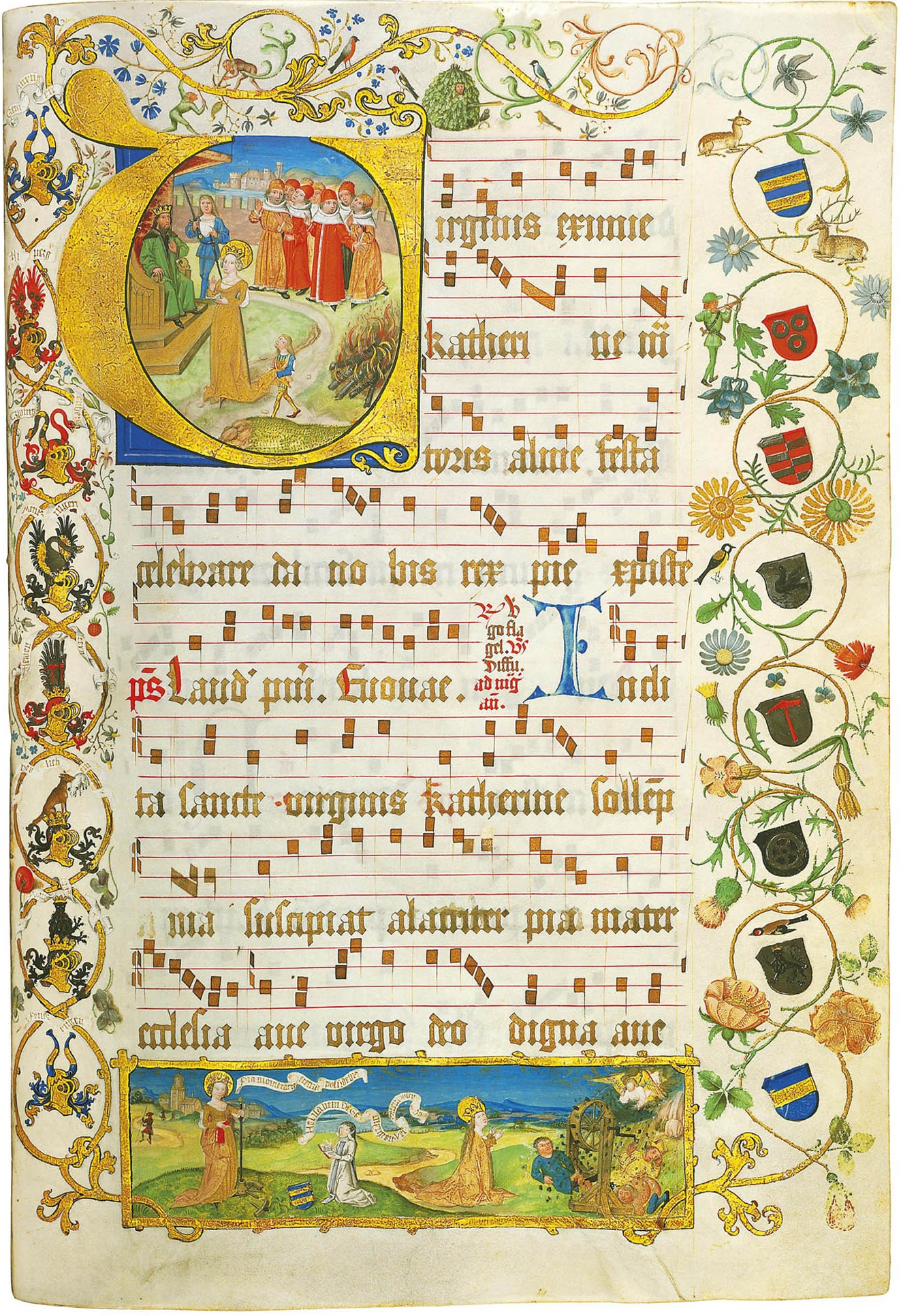
Antiphonale der Priorin Els (Elisabeth) von Gemmingen

Die erfolgreichste geistliche Laufbahn unter Hans’ Söhnen schlug Uriel von Gemmingen (1468–1514) ein. Er erhielt 1483 eine Pfründe in Mainz, studierte in Paris und Padua beide Rechte, war eine Zeit am Reichskammergericht und beim Amt Mombach, kam dann jedoch 1505 als Domdekan nach Mainz zurück und wurde dort 1508 zum Erzbischof gewählt. Sein Bruder Georg von Gemmingen (1458–1511) war am Dom zu Speyer und am Dom zu Worms bepfründet, wurde 1487 Generalvikar und 1488 Propst in Speyer, später Domdekan in Worms. Seine Mahnschreiben an den Klerus seines Amtsbezirks zeigen Georg als einen gewissenhaften Amtsträger der Kirche, der sich darum bemüht, verbreitete Missstände abzustellen. Er war mit dem Straßburger Humanisten Jakob Wimpfeling befreundet, der von 1484 bis 1498 in Speyer Domprediger war. Wimpfeling besuchte den kranken Freund noch kurz vor dessen Tod am 15. März 1511. Nach Georgs Tod wählte das Domkapitel dessen Bruder Erpho von Gemmingen (1469–1523) zum Nachfolger; im Oktober 1511 ist Erpho in Speyer als Dompropst und Archidiakon bezeugt. Wie seine Brüder Uriel und Georg war er Doktor beider Rechte. Er war am Wormser und Speyerer Dom bepfründet und war 1498 Domdekan in Worms. Als Abgeordneter des Speyerer Bischofs reiste er 1507 zum Reichstag nach Konstanz. Der Erzbischof von Mainz – sein Bruder Uriel – schickte ihn 1508 nach Rom, um dort für ihn das Pallium zu erbitten. Zu den in den geistlichen Stand getretenen Geschwistern zählen fernern Hans (* 1459), der Mönch im Kloster Herdt bei Germersheim war, Barbel (1467–1511), die Nonne in Worms war, und Els (1466–1532), die ab 1504 Priorin des Magdalenenklosters Speyer war.
Orendel von Gemmingen (1464–1520) war der einzige Sohn Hans’ des Kecken, der nicht dem geistlichen Stand angehörte. Wie sein Vater wurde Orendel nach militärischem Dienst für die Kurpfalz 1493 Vogt im pfälzischen Oberamt Germersheim. 1499 berief ihn der Kurfürst mit dem Titel eines kurpfälzischen Kammermeisters zu seinem leitenden Finanzbeamten. Orendel bemühte sich, durch Kauf und Tausch in den alleinigen Besitz von Michelfeld zu kommen, was ihm durch Verträge mit dem Bischof von Speyer, dem Grafen von Oettingen, dem Pfalzgrafen in Heidelberg und den Vettern in Gemmingen schließlich gelang. Er kam außerdem zu Besitz in Ingenheim, Billigheim und weiteren Orten. Sein Bruder Uriel – Erzbischof im Erzbistum Mainz – bestellte ihn 1509 zum Oberamtmann der Mainzer Ämter Miltenberg, Bischofsheim, Külsheim, Buchen und Königshofen. Orendel von Gemmingen war in erster Ehe mit Katharina von Sickingen († 1493) verheiratet, einer Schwester des berühmt gewordenen Franz von Sickingen. Sie starb zwei Jahre später, wenige Wochen nach der Geburt des einzigen Sohnes Weirich. Orendels zweite Ehe blieb kinderlos.
Weirich von Gemmingen (1493–1548) vermählte sich 1519 mit Dorothea von Handschuhsheim, die wenige Wochen später starb. Sie war die Tochter Dieters (VI.) von Handschuhsheim und dessen Frau Gertraud von Gemmingen-Guttenberg, der Schwester Dietrichs († 1526), Wolfs († 1555) und Philipps († 1544). In zweiter Ehe war Weirich mit Benedicta von Nippenburg verheiratet. Weirich war offenbar in die Unternehmungen seines berühmten Onkels verstrickt, und Franz von Sickingen soll ihn auch der reformatorischen Bewegung zugeführt haben. Folgt man der Inschrift auf Weirichs Epitaph – heute auf Burg Hornberg –, dann hat er 1525 in Michelfeld die Reformation eingeführt. Der mit seiner Familie 1530 aus Heilbronn vertriebene Täufer Endris Wertz lebte viele Jahre unter seinem Schutz im Michelfelder Schloss. Für die Überzeugungen der Täufer hatte Weirich Verständnis. 1543 wurde er Burggraf auf der Starkenburg. 1544/45 hielt er den Nürnberger Gesandten Hieronymus Baumgartner für über ein Jahr im Gartenhaus des Michelfelder Schlosses in Haft.
Weirich hinterließ drei Kinder. Die Tochter Katharina († 1583) vermählte sich mit Philipp von Gemmingen zu Bonfeld (1518–1571), genannt Philipp der Weise, der bereits in jungen Jahren Vorsitzender des pfälzischen Hofgerichts war. Die Brüder Sebastian (1522–1575) und Leonhard (1536–1583) heirateten jeweils eine Tochter aus der Familie von Bödigheim. Sebastian, der mit der gelähmten Juliane von Bödigheim verheiratet war, erbte Ingenheim, hinterließ aber keine Kinder, so dass sein Besitz wieder an den Bruder Leonhard fiel, der mit der kränklichen Esther von Bödigheim verheiratet war und Michelfeld geerbt hatte. Leonhard, der 1569 gemeinsam mit seinem Bruder das Recht erhalten hatte, Stock und Galgen aufzurichten, konnte weiteren Besitz aus dem Erbe der 1577 verstorbenen Anna von Gemmingen erwerben, außerdem ein Gut in Stebbach. Er starb 1583 und hinterließ die Tochter Benedikta (1572–1628), die mit Wolf Konrad Greck von Kochendorf verheiratet war, und den Sohn Weirich (1575–1613), der sich mit Rosine von Neipperg vermählte. Mit Weirichs kinderlosem Tod 1613 starb die Familie im Mannesstamm aus. Weite Teile ihres Besitzes, darunter die Anteile an der Ganerbenschaft Lehrensteinsfeld, halb Ittlingen, das Gut in Stebbach, der Gemminger Hof in Heidelberg sowie Ingenheim und ein Teil von Michelfeld kamen an Leonhards Schwiegersohn Wolf Konrad Greck von Kochendorf. Die restlichen Lehen drohten heimzufallen. Durch langwierige Verhandlungen erreichte Reinhard der Gelehrte (1576–1635) aus dem Hornberger Stamm der Gemminger, 1614 in die Lehensnachfolge einzutreten. Stammverwandte des Stamms Hornberg übten die Ortsherrschaft in Michelfeld bis zur Mediatisierung der Reichsritterschaft im frühen 19. Jahrhundert weiter aus.

## Stammliste
Hans der Kecke (1431–1487) ⚭ Brigida von Neuenstein
1. Georg (1458–1511), Dompropst in Speyer
2. Hans (* 1459), Mönch im Kloster Herdt bei Germersheim
3. Ennel (Anna) (1462–nach 1480)
4. Orendel (1464–1520) ⚭ 1491 Katharina von Sickingen
  1. Weirich (1493–1548) ⚭ 1519 Dorothea von Handschuhsheim, Benedicta von Nippenburg
    1. Orendel (* 1521) starb als Kind
    2. Katharina ⚭ Philipp der Weise von Gemmingen zu Bonfeld
    3. Sebastian (1522–1575) ⚭ Juliane von Bödigheim
    4. Leonhard (1536–1583) ⚭ Esther von Bödigheim
      1. Benedikta (1572–1628) ⚭ Wolf Konrad Greck von Kochendorf
      2. Weirich (1575–1613) ⚭ Rosine von Neipperg
5. Els (1466–1532), Nonne, ab 1504 bis zum Tode Priorin des Magdalenenklosters Speyer
6. Barbel (1467–1511), Nonne in Worms
7. Uriel (1468–1514), Erzbischof und Kurfürst von Mainz
8. Erpho (1469–1523), Dompropst in Speyer